# Grand Prix Francji 1924

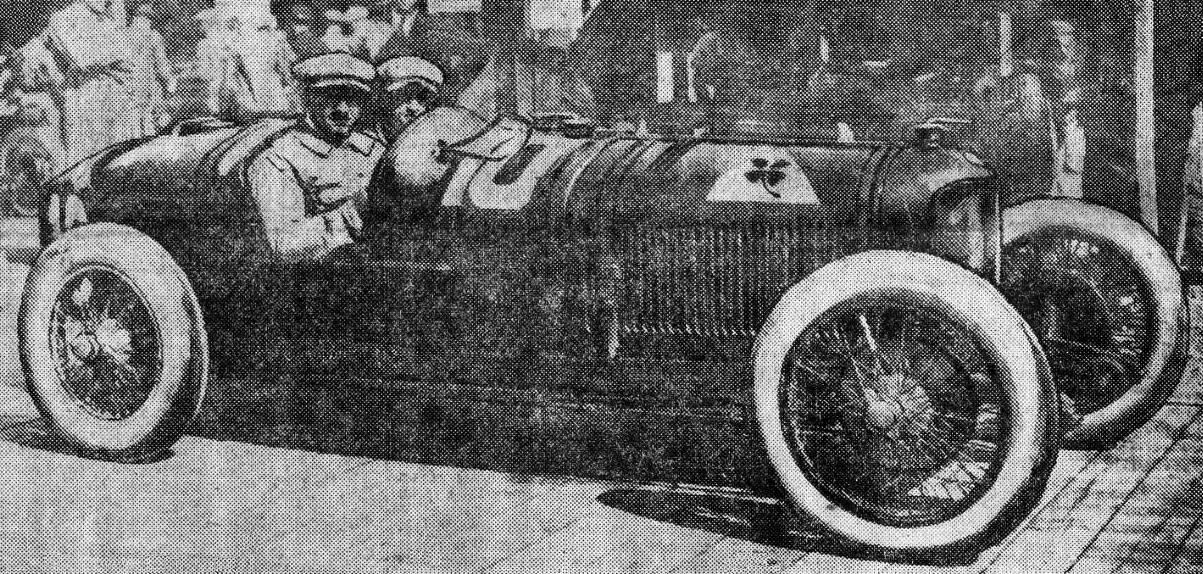
Giuseppe Campari podczas Grand Prix Francji 1924

Grand Prix Francji 1924 (oryg. XVIII Grand Prix de l'Automobile Club de France) oraz Grand Prix Europy 1924 – jeden z wyścigów Grand Prix rozegranych w 1924 roku oraz drugi spośród tzw.  Grandes Épreuves.

## Lista startowa
| Nr | Kierowca            | Zespół                     | Samochód              | Silnik |   |
| -- | ------------------- | -------------------------- | --------------------- | ------ | - |
| 1  | Henry Segrave       | Sunbeam                    | Sunbeam               |        | ? |
| 2  | Albert Divo         | Automobiles Delage         | Delage 2LCV           |        | ? |
| 3  | Giuseppe Campari    | Alfa Corse                 | Alfa Romeo P28C/2000  |        | ? |
| 4  | Giulio Foresti      | Rolland-Pilain             | Rolland-Pilain Schmid |        | ? |
| 5  | Felice Nazzaro      | Fiat SpA                   | Fiat 805              |        | ? |
| 6  | Louis Zborowski     | prywatny                   | Miller 122            |        | ? |
| 7  | Jean Chassagne      | Automobiles Ettore Bugatti | Bugatti 35            |        | ? |
| 8  | Kenelm Lee Guinness | Sunbeam                    | Sunbeam               |        | ? |
| 9  | Robert Benoist      | Automobiles Delage         | Delage 2LCV           |        | ? |
| 10 | Antonio Ascari      | Alfa Corse                 | Alfa Romeo P28C/2000  |        | ? |
| 11 | Jules Goux          | Rolland-Pilain             | Rolland-Pilain Schmid |        | ? |
| 12 | Pietro Bordino      | Fiat SpA                   | Fiat 805              |        | ? |
| 13 | Ernest Friderich    | Automobiles Ettore Bugatti | Bugatti 35            |        | ? |
| 14 | Dario Resta         | Sunbeam                    | Sunbeam               |        | ? |
| 15 | René Thomas         | Automobiles Delage         | Delage 2LCV           |        | ? |
| 16 | Louis Wagner        | Alfa Corse                 | Alfa Romeo P28C/2000  |        | ? |
| 17 | Onesimo Marchisio   | Fiat SpA                   | Fiat 805              |        | ? |
| 18 | Pierre de Vizcaya   | Automobiles Ettore Bugatti | Bugatti 35            |        | ? |
| 19 | Enzo Ferrari        | Alfa Corse                 | Alfa Romeo P28C/2000  |        | ? |
| 20 | Cesare Pastore      | Fiat SpA                   | Fiat 805              |        | ? |
| 21 | Leonico Garnier     | Automobiles Ettore Bugatti | Bugatti 35            |        | ? |
| 22 | Meo Costantini      | Automobiles Ettore Bugatti | Bugatti 35            |        | ? |
| Nr | Kierowca            | Zespół                     | Samochód              | Silnik |   |

## Wyniki

### Wyścig
Źródło: teamdan.com
| P                                                     | + / – | Nr | Kierowca            | Konstruktor    | Okr. | Czas / Strata     | Komentarz |
| ----------------------------------------------------- | ----- | -- | ------------------- | -------------- | ---- | ----------------- | --------- |
| 1                                                     | 4     | 3  | Giuseppe Campari    | Alfa Romeo     | 35   | 7:05,34,8         |           |
| 2                                                     | 1     | 2  | Albert Divo         | Delage         | 35   | +1:05,4           |           |
| 3                                                     | 1     | 9  | Robert Benoist      | Delage         | 35   | +11:26,0          |           |
| 4                                                     | 4     | 16 | Louis Wagner        | Alfa Romeo     | 35   | +19:36,0          |           |
| 5                                                     | 4     | 1  | Henry Segrave       | Sunbeam        | 23   | +23:21,2          |           |
| 6                                                     | 1     | 15 | René Thomas         | Delage         | 35   | +31:52,6          |           |
| 7                                                     | 4     | 7  | Jean Chassagne      | Bugatti        | 35   | +40:51,8          |           |
| 8                                                     | 2     | 13 | Ernest Friderich    | Bugatti        | 35   | +46:10,8          |           |
| 9                                                     | 7     | 10 | Antonio Ascari      | Alfa Romeo     | 34   | +1 okr            | Silnik    |
| 10                                                    | 3     | 14 | Dario Resta         | Sunbeam        | 33   | +2 okr            |           |
| 11                                                    | 1     | 21 | Leonico Garnier     | Bugatti        | 33   | +2 okr            |           |
| Niesklasyfikowani                                     |       |    |                     |                |      |                   |           |
|                                                       |       | 5  | Felice Nazzaro      | Fiat           | 22   | Hamulce           |           |
|                                                       |       | 8  | Kenelm Lee Guinness | Sunbeam        | 20   | Hamulce           |           |
|                                                       |       | 11 | Jules Goux          | Rolland-Pilain | 19   | Radiator          |           |
|                                                       |       | 17 | Onesimo Marchisio   | Fiat           | 17   | Silnik            |           |
|                                                       |       | 12 | Pietro Bordino      | Fiat           | 17   | Hamulce           |           |
|                                                       |       | 6  | Louis Zborowski     | Miller         | 16   | Przednia oś       |           |
|                                                       |       | 22 | Meo Costantini      | Bugatti        | 16   | Układ kierowniczy |           |
|                                                       |       | 18 | Pierre de Vizcaya   | Bugatti        | 11   | Wypadek           |           |
|                                                       |       | 20 | Cesare Pastore      | Fiat           | 11   | Wypadek           |           |
| Nie wystartowali / niedopuszczeni do ponownego startu |       |    |                     |                |      |                   |           |
|                                                       |       | 4  | Giulio Foresti      | Rolland-Pilain |      |                   |           |
|                                                       |       | 19 | Enzo Ferrari        | Alfa Romeo     |      |                   |           |
| P                                                     | + / – | Nr | Kierowca            | Konstruktor    | Okr. | Czas / Strata     | Komentarz |

### Najszybsze okrążenie
Źródło: teamdan.com
| Nr | Kierowca      | Konstruktor | Czas    | Okr. |
| -- | ------------- | ----------- | ------- | ---- |
| 1  | Henry Segrave | Sunbeam     | 11:19,0 |      |